# 관심사 분리
컴퓨터 과학에서 관심사 분리(separation of concerns, SoC)는 컴퓨터 프로그램을 구별된 부분으로 분리시키는 디자인 원칙으로, 각 부문은 개개의 관심사를 해결한다.
관심사란 컴퓨터 프로그램 코드에 영향을 미치는 정보의 집합이다. 관심사는 코드 최적화가 필요한 하드웨어의 세세한 부분만큼 포괄적이거나, 시작할 클래스의 이름처럼 구체적일 수 있다. SoC를 구현하는 프로그램은 모듈러 프로그램이라고 부른다. 모듈식, 즉 관심사의 분리는 정보를 잘 정의된 인터페이스가 있는 코드 부분 안에 캡슐화시킴으로써 달성한다. 캡슐화는 정보 숨기기의 한 수단이다. 정보 시스템의 계층화된 디자인은 관심사 분리의 다른 구현이다.(예: 표현 계층, 비즈니스 로직 계층, 데이터 접근 계층, 퍼시스턴스 계층)
관심사 분리를 이용하면 프로그램의 설계, 디플로이, 이용의 일부 관점에 더 높은 정도의 자유가 생긴다. 이 가운데 일반적인 것은 코드의 단순화 및 유지보수의 더 높은 수준의 자유이다. 관심사가 잘 분리될 때 독립적인 개발과 업그레이드 외에도 모듈 재사용을 위한 더 높은 정도의 자유가 있다.  모듈이 인터페이스 뒤에서 이러한 관심사의 세세한 부분을 숨기기 때문에 자유도가 높아짐으로써 다른 부분의 세세한 사항을 모르더라도, 또 해당 부분들에 상응하는 변경을 취하지 않더라도 하나의 관심사의 코드 부분을 개선하거나 수정할 수 있게 된다. 또, 모듈은 각기 다른 버전의 인터페이스를 노출할 수 있으며, 이를 통해 중간의 기능 손실 없이 단편적인 방식으로 복잡한 시스템을 업그레이드하는 자유도를 높여준다.
관심사 분리는 추상화의 일종이다. 대부분의 추상화에서처럼 인터페이스의 추가는 필수이며 실행에 쓰이는 더 순수한 코드가 있는 것이 일반적이다. 그러므로 잘 분리된 관심사의 여러 장점에도 불구하고 관련 실행에 따른 불이익이 있기도 하다.

## 같이 보기
- 결합도
- 횡단 관심사
- 전체론
- 모듈성 (프로그래밍)
- 단일 책임 원칙